# Oligia stigmata
Oligia stigmata är en fjärilsart som beskrevs av Augustus Radcliffe Grote 1876. Oligia stigmata ingår i släktet Oligia och familjen nattflyn. Inga underarter finns listade i Catalogue of Life.